# جو كيلي (لاعب كرة قاعدة)
جو كيلي (بالإنجليزية: Joe Kelly) (و. 1988  م) هو لاعب كرة قاعدة أمريكي، ولد في آناهايم، مركز لعبه هو مرسل الكرة ‏.

## التعليم
تعلم في جامعة كاليفورنيا، ريفرسايد
.

## روابط خارجية
- جو كيلي على موقع دوري كرة القاعدة الرئيسي (الإنجليزية)
- جو كيلي على موقعبيزبول رفرنس.كوم (الدوري الرئيسي) (الإنجليزية)
- جو كيلي على موقعبيزبول رفرنس.كوم (الدوري الثانوي) (الإنجليزية)
- جو كيلي على موقع إي إس بي إن.كوم (أم.أل.بي) (الإنجليزية)
- جو كيلي على موقع مشجعي الرسوم البيانية (الإنجليزية)